# Regney
Regney är en kommun i departementet Vosges i regionen Grand Est (tidigare regionen Lorraine) i nordöstra Frankrike. Kommunen ligger i kantonen Dompaire som tillhör arrondissementet Épinal. År 2022 hade Regney 103 invånare.

## Befolkningsutveckling
Antalet invånare i kommunen Regney
| Referens: INSEE |